# Біловодка (Суразький район)
Біловодка (рос. Беловодка) - присілок у Суразькому районі Брянської області Російської Федерації. Належить до українського історичного та етнічного краю Стародубщини.
Орган місцевого самоврядування - Кулазьке сільське поселення. Населення становить ▲ 134 осіб (2013).

## Географія
Населений пункт розташований на відстані 6 км від районного центру Суража, 137 км від обласного центру міста Брянська та 469 км від столиці Росії - Москви.

## Історія
Згадується у "Відомості, у яких саме містах або містечках, які перебувають в межах Новгородської-Сіверської губернії, існували земські і підкоморні суди..." від 1797 року. Очевидно, поселення існувало раніше.
Присілок Біловодка при річці Біловодці згадується у "Описі старої Малоросії" А. М. Лазаревського від 1888 року. Згідно з цим документом, присілок виник на місці колишньої рудні Івана Даровського. Це поселення належало до Староміської сотні Стародубського полку Гетьманщини. За цю рудню у 1721 році власнику "давали рудники рати в рік візків 30 заліза". У 1781 році за розпорядженням графа Рум'янцова, перед відкриттям намісництв, було зроблено статистичний опис Малоросії, за яким значилося, що у присілку козаків немає; селян вдови Антона Жоравка 10 дворів, 10 хат і бездворних 2 хати.
Напередодні Українських національно-визвольних змагань, згідно з адміністративним поділом 1916 року - присілок Чернігівської губернії, Суразького повіту, Кулазької волості.
У 1918 році, згідно з Берестейським миром, належало до Української Народної Республіки та Української Держави Скоропадського.
У 1919 році селище було приєднане до Гомельської губернії, підпорядкове Суразькому повіту.
Згідно із Списком населених місць Брянської губернії за 1928 рік, "Біловодка - присілок, Брянська губернія, Клінцовський повіт, Суразька волость, Біловодська сільрада. Число господарств - 72. Переважна народність - росіяни".
У 1929-1937 року належало до Західної області РСФСР. Адміністративно підпорядковувалося Клинцівській окрузі, Суразькому району, Біловодській сільраді.
У 1937-1944 роках належало до Орловської області, відтак відійшло до новоутвореної Брянської області, Старокисловської сільради.

## Населення
Згідно з останнім переписом населення 2010 року в Біловодці загальна чисельність населення була 82 особи. У тому числі 41 чоловік та 41 жінка. Населення за даними перепису 1926 року - чоловічої статі 171, жіночої статі 217, всього - 388 осіб.
У минулому чисельність мешканців була такою:
| Роки      | 1797 | 1866 | 1892 | 1902 | 1926 | 2010 |
| --------- | ---- | ---- | ---- | ---- | ---- | ---- |
| Населення | 33   | 138  | 255  | 299  | 388  | 82   |